# آب‌انبار باغ آسیا
آب‌انبار باغ آسیا مربوط به دوره پهلوی است و در شهرستان گناباد، کنار مسجد خواجه‌ها، ۴ کیلومتری شهر گناباد واقع شده و این اثر در تاریخ ۱۸ شهریور ۱۳۹۱ با شمارهٔ ثبت ۳۰۹۵۷ به‌عنوان یکی از آثار ملی ایران به ثبت رسیده است.